# Giuseppe Dottore
Giuseppe Dottore (Centuripe, 11 gennaio 1908 – Centuripe, 6 agosto 1946) è stato un criminale italiano.

## Biografia
Insieme a Salvatore Giuliano di Montelepre ed a Vincenzo Stimoli di Adrano fu uno dei "grandi" banditi siciliani del periodo tra gli ultimi anni del secondo conflitto mondiale e l'immediato dopoguerra.
La banda di Giuseppe Dottore, operò a Centuripe (Enna) dal 1944 al 1946 e, almeno nella sua prima fase, ebbe una forte connotazione politica. 
(Umberto Santino)
La banda, secondo i rapporti delle forze dell'ordine, sin dall'inizio contava di 34 elementi solo apparentemente scissi in due tronconi per far assumere al Dottore 
la figura del brigante gentiluomo che nelle estorsioni mediava le richieste  rispetto ai membri della banda più intransigente.
In un secondo momento, però la componente politica venne a mancare e continuò l'aspetto di puro banditismo.
Vengono imputati alla banda Dottore l'uccisione dell'agente Attilio La Gatta (26 febbraio 1945), del vicebrigadiere Iffrido Mangione e dei Carabinieri Francesco Giuffrida e Giovanni Goffredo (22 marzo 1946).
La morte del Dottore avvenne nel suo paese natale il 6 agosto 1946 per mano di un probabile confidente dei Carabinieri.